# P'anmun-guyŏk
P'anmun-guyŏk (koreanska: 판문구역) är en kommun i Nordkorea.   Den ligger i Kaesong, i den södra delen av landet, 140 km sydost om huvudstaden Pyongyang.